# Uncle Waffles
Lungelihle Zwane (nacida el 30 de marzo de 2000), conocida profesionalmente como Uncle Waffles, es una DJ y productora discográfica  uazicon sbasada n Sudáfrica. Se destaca por su trabajo en el género amapiano y sus habilidades de baile, y Billboard la describe como la «princesa del amapiano». Su sencillo debut, «Tanzania», alcanzó el número uno en Sudáfrica, y fue certificado cuádruple platino por la Recording Industry of South Africa.

## Primeros años de vida
Zwane nació y se crio en Eswatini (anteriormente Suazilandia). No conocía a sus padres y había sido criada por su abuela durante su infancia hasta que se reconcilió con su madre cuando era adolescente, con quien tuvo una relación tensa a partir de entonces. Zwane creció escuchando música house y kwaito sudafricana de artistas como Black Coffee, Lebo Mathosa y DJ Kent. Antes de su éxito como DJ, Zwane solía ser presentadora de televisión en Studio1 en Eswatini TV, pero fue reemplazada en enero de 2022 después de dejar el programa. Fue aquí donde un disc-jockey que visitaba con frecuencia la oficina la introdujo por primera vez en el mundo de los DJ, ya que allí había un conjunto de controladores de DJ de quince años. Luego emigró a Sudáfrica para asistir a la universidad.

## Carrera
Uncle Waffles aprendió a pinchar discos en 2020 durante el confinamiento por la pandemia de COVID-19, y afirma haber practicado durante ocho horas cada día. Firmó con la agencia creativa sudafricana KreativeKornerr, que logró reservar conciertos para ella en la industria musical «muy saturada» del país. Después de reemplazar a un DJ retirado en el club nocturno Zone 6 en Soweto en octubre de 2021, ganó prominencia luego de que un video de ella bailando la canción «Adiwele» de Young Stunna durante su set se volviera viral. En medio del éxito del video, el rapero canadiense Drake comenzó a seguir la cuenta de Instagram de Uncle Waffles, y comenzó a respaldarla abiertamente en la plataforma. Uncle Waffles pronto se aventuró en la producción musical, y lanzó su sencillo debut «Tanzania» en marzo de 2022 en anticipación de su extended play (EP) debut, Red Dragon, que se lanzó más tarde ese mes. El sencillo, que supuestamente le llevó tres meses perfeccionarlo, fue clasificado por Rolling Stone como la octava mejor canción afropop de 2022, y los críticos la describieron como «una embajadora mundial de amapiano». En abril de 2022, Uncle Waffles se embarcó en su primera gira por el Reino Unido e Irlanda. La gira estuvo estrechamente relacionada con una serie de espectáculos organizados por Piano People, que ella encabezó junto a DJ Maphorisa y Focalistic, y se considera la primera gira amapiana de estrellas en la región.
Uncle Waffles lanzó su video musical debut para la canción «Tanzania» en septiembre de 2022. En ese mismo mes, Uncle Waffles anunció que presentaría una residencia en BBC Radio 1. Fue la única DJ que actuó en el Global Citizen Festival 2022 en Acra. Se asoció con KFC Sudáfrica para lanzar una exclusiva «hamburguesa Uncle Waffles» que se puso a la venta en las sucursales locales en diciembre de 2022. Luego se embarcó en una gira de conciertos por los Estados Unidos, y luego por Australia. La publicación británica Mixmag elogió a Uncle Waffles como una de las mejores DJ del año 2022 en todo el mundo. La plataforma de transmisión Audiomack también la aclamó como artista «#UpNow» en marzo de 2023. El segundo EP de Uncle Waffles, Asylum, se lanzó en marzo de 2023 y contó con la canción «Yahyuppiyah», que se lanzó como el primer sencillo del proyecto. El EP fue certificado oro por la Recording Industry of South Africa (RISA) dentro de una semana de su lanzamiento. En abril de 2023, se convirtió en la primera música amapiana en presentarse en el Festival de Música y Artes de Coachella Valley. Su canción «Tanzania» fue sampleada por la cantante estadounidense Beyoncé en una pausa de baile en la lista de canciones del Renaissance World Tour, a lo que Uncle Waffles reaccionó con la declaración «Estoy llorando, wow», en Instagram. También actuará en el Festival Afro Nation en Miami y Portugal en junio de 2023.

## Discografía

### Extended play
| Título     | Detalles del álbum                                                                                        | Certificaciones |
| ---------- | --- | --------------- |
| Red Dragon | - Lanzamiento: 12 de mayo de 2022 - Discográfica: Creativekornerr - Formato: Descarga digital, streaming  |                 |
| Asylum     | - Lanzamiento: 31 de marzo de 2023 - Discográfica: Creativekornerr - Formato: Descarga digital, streaming | - RISA: Oro     |

### Sencillos
| Título                                                                                   | Año  | Posiciones pico en las listas | Certificaciones    | Álbum      |
| Título                                                                                   | Año  | SA                            | Certificaciones    | Álbum      |
| ---------------------------------------------------------------------------------------- | ---- | ----------------------------- | ------------------ | ---------- |
| «Tanzania» (featuring Tony Duardo, Sino Msolo and BoiBizza)                              | 2022 | 1                             | - RISA: 4x Platino | Red Dragon |
| «Yahyuppiyah» (Uncle Waffles, Tony Duardo and Justin 99 featuring Pcee, Eeque and Chley) | 2023 | 5                             |                    | Asylum     |

### Otras canciones registradas
| Título                                       | Año  | Posiciones pico en las listas | Álbum      |
| Título                                       | Año  | SA                            | Álbum      |
| -------------------------------------------- | ---- | ----------------------------- | ---------- |
| «Hayi» (Felo Le Tee featuring Uncle Waffles) | 2022 | 23                            | Contagious |

## Premios y nominaciones
| Año  | Organización                  | Premio                                   | Ganador o nominado | Resultado | Ref.   |
| ---- | ----------------------------- | ---------------------------------------- | ------------------ | --------- | ------ |
| 2022 | All Africa Music Awards       | Mejor DJ africana                        | Sí misma           | Nominada  | [ 39 ] |
| 2022 | All Africa Music Awards       | Mejor artista femenina del sur de África | Sí misma           | Nominada  | [ 39 ] |
| 2022 | African Muzik Magazine Awards | Mejor DJ de África                       | Sí misma           | Ganadora  | [ 40 ] |
| 2023 | Soundcity MVP Awards Festival | DJ africano del año                      | Sí misma           | Nominada  | [ 41 ] |